# Lista de vulcões da Síria
Esta é uma lista vulcões ativos e extintos na Síria.
| Nome              | Elevação | Elevação | Localização                                               | Última erupção     |
| Nome              | metros   | pés      | Coordenadas                                               | Última erupção     |
| Al-Safa           | 979      | 3212     | 33° 02′ N, 37° 12′ L                                      | 1850 AD ± 10 anos. |
| Colinas de Golã   | 1197     | 3927     | 33° N, 36° L                                              | Holoceno           |
| Jabal ad Druze    | 1803     | 5915     | 32° 42′ N, 36° 42′ L                                      | Holoceno           |
| Sharat Kovakab    | 534      | 1752     | 36° 32′ N, 40° 52′ L                                      | Holoceno           |
| Jabal Abu-Rgheile | 945      | 3100     | 33° 00′ N, 36° 30′ L                                      | 2670 aC ± 200 anos |
| Sem nome          | N/A      | N/A      | Perto de Kilis, Turquia, que está em 36° 42′ N, 37° 06′ L | 1222 dC            |